# Чемпионат мира по фехтованию 1974
Чемпионат мира по фехтованию 1974 года проходил с 17 по 28 июля в Гренобле (Франция). Среди мужчин соревнования проходили в личном и командном зачёте по фехтованию на саблях, рапирах и шпагах, среди женщин — только первенство на рапирах в личном и командном зачёте.

## Общий медальный зачёт
| Место | Страна  | Золото | Серебро | Бронза | Всего |
| ----- | ------- | ------ | ------- | ------ | ----- |
| 1     | СССР    | 4      | 1       | 3      | 8     |
| 2     | Швеция  | 2      | 0       | 0      | 2     |
| 3     | Венгрия | 1      | 2       | 1      | 4     |
| 4     | Италия  | 1      | 1       | 1      | 3     |
| 5     | Франция | 0      | 1       | 2      | 3     |
| 6     | Румыния | 0      | 1       | 1      | 2     |
| 7     | Польша  | 0      | 1       | 0      | 1     |
| 7     | ФРГ     | 0      | 1       | 0      | 1     |
| Всего | Всего   | 8      | 8       | 8      | 24    |

## Медалисты

### Мужчины
| Дисциплина                  | Золото                                                                                         | Серебро                                                                           | Бронза                                                                                                 |
| --------------------------- | ---------------------------------------------------------------------------------------------- | --------------------------------------------------------------------------------- | --- |
| Шпага Личное первенство     | Рольф Эдлинг                                                                                   | Жак Броден                                                                        | Борис Лукомский                                                                                        |
| Шпага Командное первенство  | Швеция · Рольф Эдлинг · Карл фон Эссен · Ханс Якобсон · Йёран Флодстрём                        | ФРГ Эльмар Байерштеттель Ханс-Юрген Хен Йоахим Петер Александр Пуш                | Венгрия · Шандор Эрдёш · Дьёзё Кульчар · Йенё Пап · Пал Шмитт                                          |
| Рапира Личное первенство    | Александр Романьков                                                                            | Карло Монтано                                                                     | Фредерик Петрушка                                                                                      |
| Рапира Командное первенство | СССР · Василий Станкович · Александр Романьков · Юрий Чиж · Владимир Денисов                   | Польша · Марек Домбровский · Ежи Качмарек · Лех Козеёвский · Земовит Войцеховский | Франция · Бернар Тальвар · Кристиан Ноэль · Даниэль Ревеню · Дидье Фламан                              |
| Сабля Личное первенство     | Марио Альдо Монтано                                                                            | Виктор Кровопусков                                                                | Виктор Сидяк                                                                                           |
| Сабля Командное первенство  | СССР · Владимир Назлымов · Виктор Сидяк · Эдуард Винокуров · Виктор Кровопусков · Алексей Илюк | Румыния · Дан Иримичук · Корнел Марин · Иоан Поп · Александру Нилка               | Италия · Марио Альдо Монтано · Роландо Риголи · Микеле Маффей · Томмазо Монтано · Марио Туллио Монтано |

### Женщины
| Дисциплина                  | Золото                                                                                         | Серебро                                                                                  | Бронза                                                                                         |
| --------------------------- | ---------------------------------------------------------------------------------------------- | ---------------------------------------------------------------------------------------- | ---------------------------------------------------------------------------------------------- |
| Рапира Личное первенство    | Ильдико Бобиш                                                                                  | Ильдико Тордаши                                                                          | Наиля Гилязова                                                                                 |
| Рапира Командное первенство | СССР · Ольга Князева · Валентина Сидорова · Наиля Гилязова · Елена Белова · Валентина Никонова | Венгрия · Ильдико Бобиш · Ильдико Тордаши · Ильдико Рейтё · Мария Сольноки · Магда Марош | Румыния · Ана Паску · Екатерина Шталь-Енчик · Иляна Дюлай · Сюзана Арделяну · Магдалена Бартош |